# Trachypithecus obscurus
O langur-obscuro (Trachypithecus obscurus) é uma das 17 espécies de Trachypithecus. É encontrada na Malásia, Tailândia e Mianmar.